# Янгол або демон (телесеріал, Росія)
Янгол або демон (рос. Ангел или демон) – російський містичний телесеріал, створений студією «Амедіа» на замовлення каналу СТС. Є адаптацією іспанського телесеріалу. У головній ролі – Ганна Андрусенко.
Прем'єра серіалу відбулась 5 квітня 2013 року на каналі СТС.

## Синопсис
Від початку часів на Землі ведеться протистояння сил Світла та Темряви, янголів та демонів. Одні намагаються спокусити людство зробити якийсь жахливий вчинок, інші захищають людей від цього «поганого» впливу. Так відбувається і з простою ученицею старших класів Марією Авєріною. 
Одного разу Марія зустрічає на вулиці Кіру, дівчину – демона, що намагається спокусити свою співрозмовницю вбити власних батьків. Знаходячись під впливом Кіри, Марія виконує забаганку демона. 
У той же час за дівчиною таємно спостерігає Ян – небесний янгол. Побачивши, що Марія скоїла, янгол рятує ситуацію та повертає її батьків до життя, але з цього часу стає відомо, що Марія сама є янголом, Посланцем. Тепер дівчина має боротися з демонами на боці Світла…

## У ролях
- Ганна Андрусенко — Марія Авєріна, головна героїня, янгол.
- Ярослав Бойко — Вадим Аверін, батько Марії.
- Олексій Комашко — Ян, небесний янгол.
- Дарія Повереннова — Олена Аверіна, дружина Вадима Аверіна, мати Марії, лікар-хірург.
- Павло Делонг — Олег Яковлєв, батько Анастасії та Данила Яковльових, журналіст
- Кирило Запорізький — Ден, однокласник Марії, демон.
- Антоніна Коміссарова — Настя, сестра Дена.
- Ганна Скиданова — Ліза, тимчасова дівчина Дена.
- Сергій Чирков — Фелікс, посміховисько у команді демонів.
- Тетяна Федоровська — Марго, жорстокий демон, вміє спокушати чоловіків та змушувати їх ставати її рабами.
- Анфіса Вістінгаузен — Агнесса, головний демон, живе у тілі маленької дівчинки.
- Анастасія Стежко — Кіра, дівчина–демон.
- Володимир Кошовий — Леонід Борисович

## Творча група
- Режисери-постановники: Марк Горобець, Стас Іванов
- Сценаристи: Катерина Орлова, Олександра Смілянська, Інна Запорожченко, Тамара Лисицька.
- Оператори-постановники: Морад Абдель-Фаттах, Ігор Мінаков, Михайло Верійський, Олексій Тягічев
- Художники-постановники: Давид Дадунашвілі, Михайло Карягін
- Композитор: Марк Ерман
- Продюсери: В'ячеслав Муругов, Олександр Акопов

## Створення серіалу

### Музика
- Головна музична тема – пісня «Ангел или демон» була написана спеціально для серіалу російською групою «Слот». Також пісня "Злая сказка" цієї ж групи звучить у кінці серій.
- У 1 серії першого сезону звучить пісня «Pressing necessity» групи «Tony Soprano», в 7 і 8 серіях цього ж сезону - пісня «Ride» групи «Fanatika».
- Також у серіалі звучать композиції Влада Жукова «When everything goes wrong», Лізи Small «Небо запомнит нас».

## Цікаві факти
- У серіалі присутня велика кількість акторів з інших серіалів каналу СТС. Так, Ганна Андрусенко  (Марія Авєріна), Ганна Скиданова (Ліза) а також Анфіса Вістінгаузен (Агнесса) до зйомок в «Янголі або демоні» грали у серіалі «Закрита школа», Сергій Чирков (Фелікс) – у серіалі «Геймери», а Тетяна Федоровська (Марго) – у російській версії комедійного серіалу «Як я зустрів вашу маму». Також з 15 по 18 серію 1 сезону у серіалі бере участь актриса Антоніна Коміссарова, що до "Янгола або демона" грала у проекті СТС «Світлофор».
- У 4 серії головна героїня дивиться інший серіал каналу СТС «Закрита школа». Більш того, Ганна Андрусенко раніше знімалася у цьому серіалі. Також кадри із «Закритої школи» з'являються в 11 серії першого сезону і в 17 серії другого сезону.